# Colin Carruthers
Colin Gordon Carruthers (17. září 1890, Ontario, Kanada – 10. listopadu 1957, Kanada) byl britský reprezentační hokejový útočník.
S reprezentací Velké Británie získal jednu bronzovou olympijskou medaili (1924). Následně v roce 1928 vybojoval na zimních olympijských hrách s Britskou reprezentací 4. místo.

## Úspěchy
- Bronz na Letních olympijských hrách – 1924